# ビヴォーナ
ビヴォーナ（イタリア語: Bivona）は、イタリア共和国シチリア自治州アグリジェント県にある、人口約3,500人の基礎自治体（コムーネ）。

## 地理

### 位置・広がり

#### 隣接コムーネ
隣接するコムーネは以下の通り。括弧内のPAはパレルモ県所属を示す。
- アレッサンドリア・デッラ・ロッカ
- カラモーナチ
- カストロノーヴォ・ディ・シチーリア (PA)
- チャンチャーナ
- ルッカ・シークラ
- パラッツォ・アドリアーノ (PA)
- リベーラ
- サント・ステーファノ・クイスクイーナ